# Công giáo tại Nhật Bản
Giáo hội Công giáo tại Nhật Bản là một phần của Giáo hội Công giáo toàn cầu, đặt dưới sự lãnh đạo tinh thần của Giáo hoàng tại Roma. Tính đến năm 2021, có khoảng 431.000 tín hữu Công giáo tại Nhật Bản (chiếm 0,34% tổng dân số), trong số đó có 6.200 giáo sĩ, tu sĩ và chủng sinh. Giáo hội Công giáo tại Nhật Bản được phân thành 3 tổng giáo phận, 12 giáo phận, với 34 giám mục, 1.235 linh mục, 40 phó tế phục vụ tại 957 nhà thờ (giáo xứ, chuẩn giáo xứ, giáo điểm và trung tâm hội chúng).
Các giám mục chính xứ tại Nhật Bản cấu thành nên Hội đồng Giám mục Công giáo Nhật Bản. Nghi chế chính yếu được sử dụng trong phụng vụ tại Nhật Bản là Nghi chế Roma. 
Sứ thần Tòa Thánh tại Nhật Bản hiện nay là Tổng giám mục Francisco Escalante Molina. Sứ thần Tòa Thánh đảm nhiệm vai trò đại sứ Tòa Thánh tại Nhật Bản cũng như đại diện Tòa Thánh tại Giáo hội Nhật Bản.
Kitô giáo được truyền bá vào Nhật Bản nhờ công lao của nhiều giáo sĩ dòng Tên, trong đó có thánh Phanxicô Xaviê và Linh mục Alessandro Valignano. Các tín hữu Công giáo người Bồ Đào Nha tại Nhật Bản đã xây một cảng biển tại Nagasaki, nơi được coi là một trung tâm Kitô giáo trọng điểm ở miền Viễn Đông từ khi mới thành lập; tuy vậy, ngày nay Nagasaki không còn được coi là trung tâm Kitô giáo nữa. Toàn văn Thánh Kinh Công giáo có một bản dịch hiện đại do Federico Barbaro, một thừa sai người Ý, thực hiện. Hiện nay, nhiều tín hữu Công giáo Nhật Bản là người Nhật bản địa từng sinh sống tại Brazil và Peru; số khác thì là người Philippines nhập quốc tịch Nhật Bản.
Giáo hạt tòng nhân Đức Mẹ Thánh Giá Nam Phương, một giáo hạt tòng nhân thuộc Giáo hội Công giáo được thiết lập nhằm hỗ trợ các tín hữu Anh giáo gia nhập Giáo hội Công giáo trong khi vẫn giữ được di sản phụng vụ của mình, đang dần dần thành hình tại Nhật Bản. Tính đến năm 2015, giáo hạt tòng nhân này có 2 cộng đoàn.

## Lịch sử
Công giáo nói riêng và Kitô giáo nói chung được truyền bá vào Nhật Bản lần đầu tiên vào năm 1549 bởi thánh Phanxicô Xaviê, một thừa sai Dòng Tên. Kể từ đó, số lượng Kitô hữu là dân thường cũng như lãnh chúa phong kiến ngày một tăng cao. Đến thời kỳ Edo, Kitô giáo chịu sự cấm đoán và bách hại từ phía chính quyền nhà nước, nhiều Kitô hữu phải thực hành đức tin của mình cách bí mật với tư cách là kakure kirishitan, một số khác thì bị giết hại. Sau sự kiện chính quyền phát hiện nhiều tín đồ Công giáo tại Nhà thờ Ōura ở Nagasaki vào năm 1865, cuối thời kỳ Edo, và việc chính quyền Thiên hoàng Minh Trị dỡ bỏ lệnh cấm Kitô giáo vào năm 1873, công việc truyền giáo đã được nối lại.

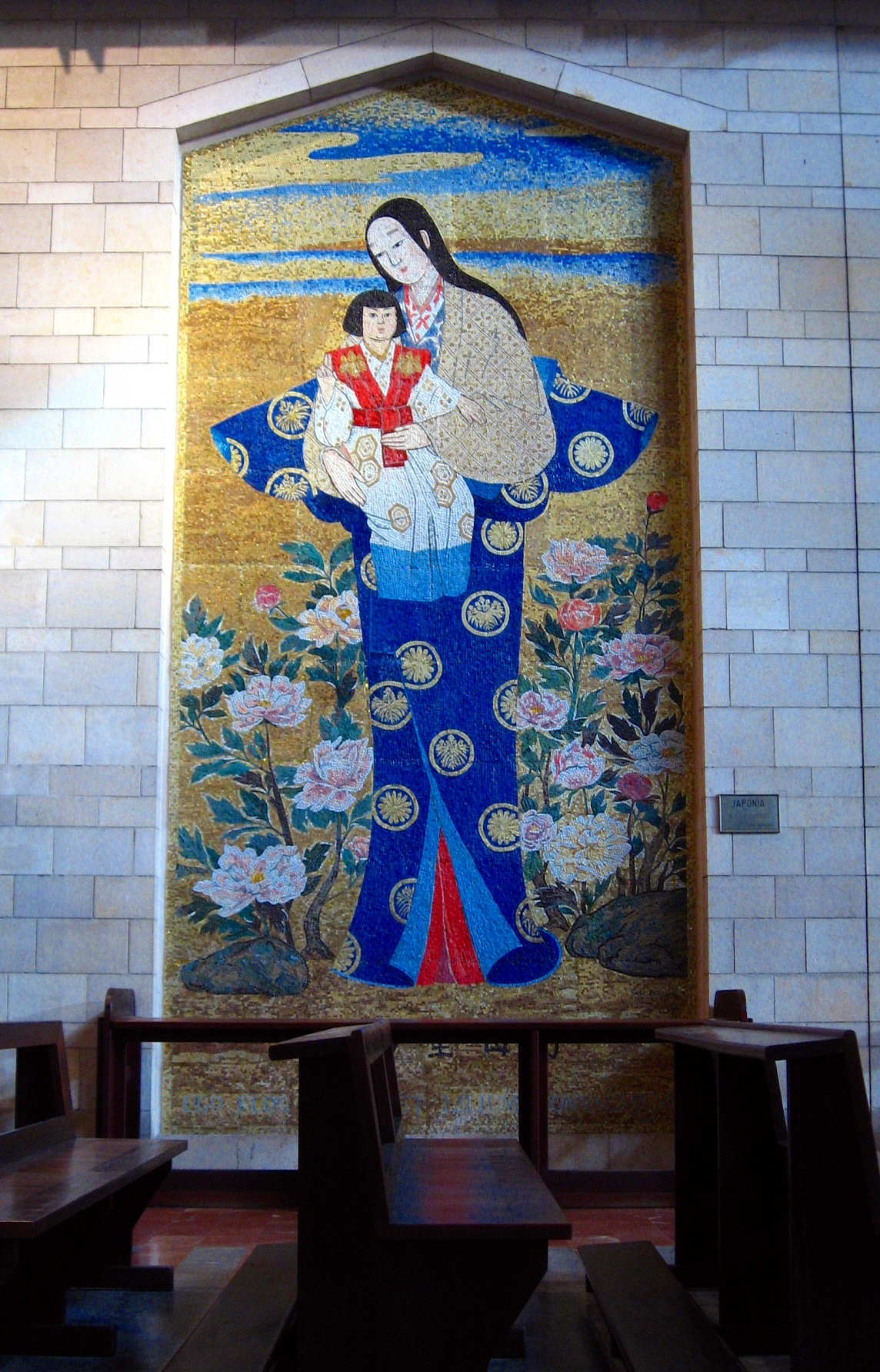
Bức tranh khảm Thánh Mẫu bồng con theo phong cách Nhật Bản, tọa lạc tại Vương cung thánh đường Truyền Tin, là một món quà từ một nhóm tín hữu Công giáo Nhật Bản gửi tặng ngôi thánh đường.
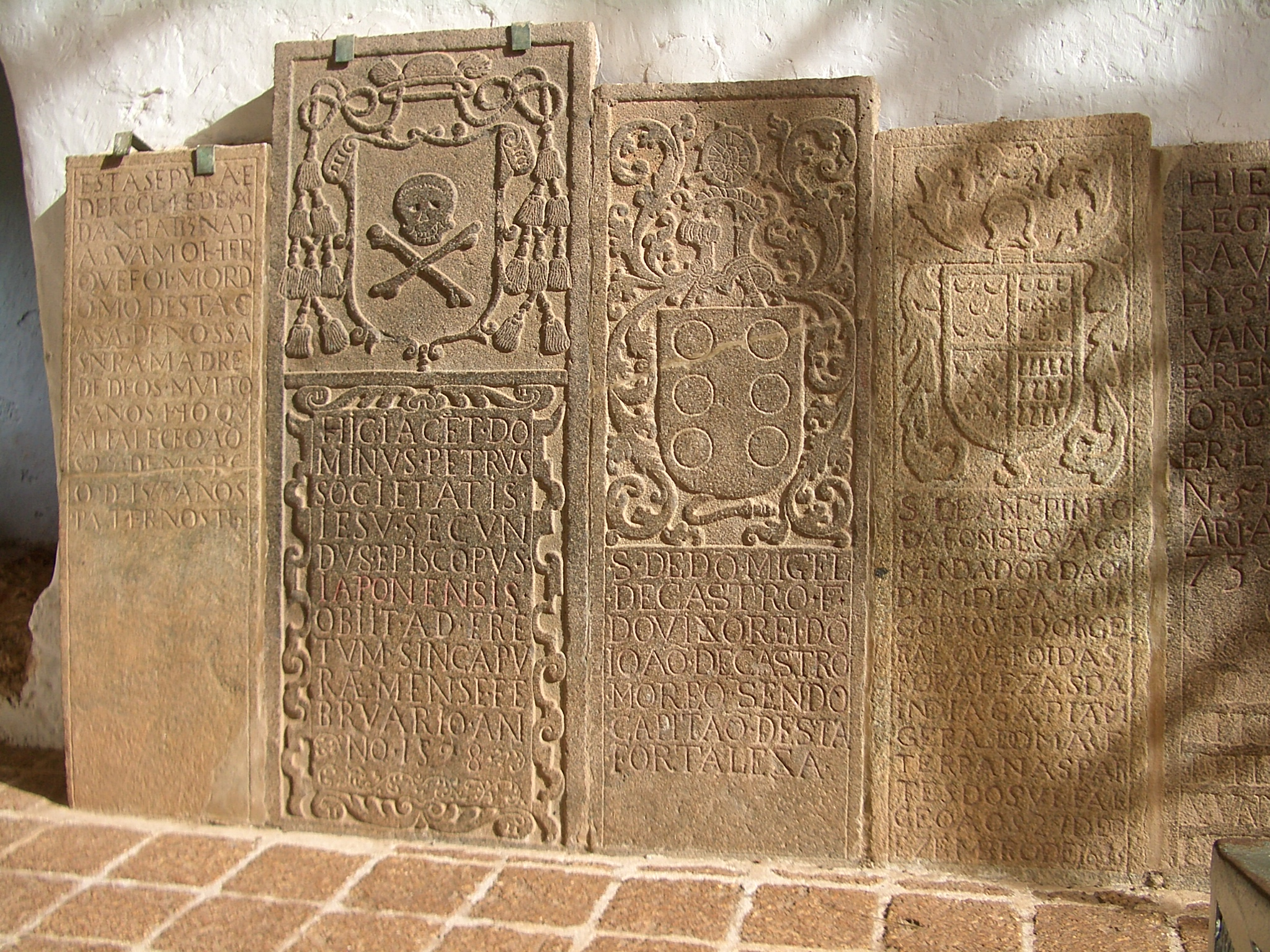
[6]Bia mộ tại Nhà thờ Thánh Phaolô, Malacca. Bức có hình đầu lâu từ trái qua phải là bia mộ của Giám mục Peter Martinez S.J., được tấn phong làm giám mục chính tòa Nhật Bản tại Goa năm 1595, và đến Nagasaki năm 1596. Ông rời Nhật Bản năm 1597 sau khi có tin 26 vị tử đạo Nhật Bản bị hành hình. Ông qua đời vào tháng 2 năm 1598 trên đường trở về Goa.

## Tổ chức địa phận
Giáo hội Công giáo tại Nhật Bản được tổ chức thành 12 giáo phận và 3 tổng giáo phận đô thành.

#### Giáo tỉnh Nagasaki
- Tổng giáo phận đô thành Nagasaki
  - Giáo phận Fukuoka
  - Giáo phận Kagoshima
  - Giáo phận Naha
  - Giáo phận Ōita

#### Giáo tỉnh Ōsaka
- Tổng giáo phận đô thành Ōsaka-Takamatsu
  - Giáo phận Hiroshima
  - Giáo phận Kyōto
  - Giáo phận Nagoya

#### Giáo tỉnh Tōkyō
- Tổng giáo phận đô thành Tōkyō
  - Giáo phận Niigata
  - Giáo phận Saitama
  - Giáo phận Sapporo
  - Giáo phận Sendai
  - Giáo phận Yokohama

#### Giáo hạt tòng nhân
- Giáo hạt tòng nhân Đức Mẹ Thánh Giá Nam Phương